# Осыпь (деревня)
Осыпь — деревня в Ачитском городском округе Свердловской области. Управляется Афанасьевским сельским советом.

## География
Деревня Осыпь расположена на левобережной террасе реки Бисерти, в 18 километрах на восток от посёлка городского типа Ачита.

### Часовой пояс
Осыпь, как и вся Свердловская область, находится в часовой зоне МСК+2. Смещение применяемого времени относительно UTC составляет +5:00.

## Население
| 2002 | 2010 | 2021 |
| ---- | ---- | ---- |
| 58   | ↘46  | ↘35  |

## Инфраструктура
В деревне две улицы: Мира и Центральная. Имеется остановочный пункт 1471 км Горьковской железной дороги.